# Joseph Badalucco
Joseph Badalucco Jr., detto Joe (Brooklyn, 1960), è un attore statunitense.

## Biografia
Fratello di Michael Badalucco, vincitore di un Emmy Award, svolge attività di attore soprattutto in serie televisive.
Dopo una lunga attività come trovarobe, iniziata negli anni Settanta con alcune pellicole di Woody Allen, inizia con piccole comparse (tra cui Godzilla).
Ha avuto ruoli continuativi sia ne I Soprano, nel ruolo di Jimmy Altieri, sia in Squadra emergenza (2004-2005), nella parte di Jelly Grimaldi.

## Filmografia parziale

### Cinema
- Ransom - Il riscatto (Ransom), regia di Ron Howard (1996)
- Godzilla, regia di Roland Emmerich (1998)
- Attacco al potere (The Siege), regia di Edward Zwick (1998)
- Unfaithful, regia di Adrian Lyne (2002)
- Two Weeks Notice - Due settimane per innamorarsi (Two Weeks Notice), regia di Marc Lawrence (2002)
- Kinsey, regia di Bill Condon (2004)
- Ghost Town, regia di David Koepp (2008)
- Il primo dei bugiardi (The Invention of Lying), regia di Ricky Gervais e Matthew Robinson (2009)

### Televisione
- I Soprano (The Sopranos) - serie TV, 8 episodi (1999-2001)
- Squadra emergenza (Third Watch) - serie TV, 22 episodi (2004-2005)
- Life on Mars - serie TV, episodio 1x08 (2009)